# Dronninglund
Dronninglund er en by i det østlige Vendsyssel med 3.572 indbyggere  (2024). Byen har navn efter dronning Charlotte Amalie som fik Dronninglund Slot til eje i 1690. Oprindeligt var denne herregård et kloster fra 1200-tallet som byen efterhånden voksede op omkring. Dette kloster hed Hundslund Kloster. Dronninglund ligger i Brønderslev Kommune og hører under Region Nordjylland.
Fire kilometer nord for byen ligger Dronninglund Storskov som dækker den sydlige del af bakkelandskabet Jyske Ås. Højeste bakke i dette område er Knøsen med sine 136 meter over havet. I sydvestlig retning, fire kilometer fra Dronninglund, finder man det kulturhistoriske museum Try Museum der fortæller områdets historie fra oldtid til nutid gennem forskellige udstillinger med fokus på forhistorien, bondens bolig i 1800-tallet og livet i stationsbyen.
Dronninglund havde indtil strukturreformen 2007 sin egen kommune, som hed Dronninglund Kommune.

## Historie
Omkring århundredeskiftet (~1900) beskrives byen således: "I Sognet Dronninglund Kirke, ved Vejen til Asaa, sammenbygget med Hovedgaarden Dronninglund, med nærliggende Præsted. (Lundager), Skole, Privatskole, Amtssygehus, opf. 1874 efter Tegn. af Amtsvejinspektør Lunøe, udvidet 1899, med 29 Senge, Epidemihus, opf. 1894, Apotek, Læge- og Dyrlægebolig, Sparekasse (opr. 5/4 1873; 31/3 1898 var Sparernes saml. Tilgodehav. 465,869 Kr., Rentefoden 4 pCt., Reservefonden 29,627 Kr., Antal af Konti 1237), Mølle, Dampbageri, Uldspinderi, Bogtrykkeri, Købmandsforretninger, Tømmerhandel, Handelsgartneri, m. m., Hotel, Jernbane- og Telefonstation samt Postekspedition."
Dronninglund var allerede omkring århundredeskiftet i udvikling: i 1906 havde byen 429 indbyggere, i 1911 631 og i 1916 760 indbyggere.
I mellemkrigstiden og efter 2. verdenskrig fortsatte Dronninglund sin udvikling: i 1921 havde byen 858 indbyggere, i 1925 1.099, i 1930 1,208, i 1935 1.215, i 1940 1.169, i 1945 1.339, i 1950 1.458, i 1955 1.533, i 1960 1.647 og i 1965 1.747 indbyggere. I 1930 var erhvervssammensætningen: 129 levede af landbrug, 439 af industri og håndværk, 173 af handel, 101 af transport, 70 af immateriel virksomhed, 135 af husgerning, 143 var ude af erhverv og 18 havde ikke angivet oplysninger. Medvirkende til Dronninglunds ret stærke befolkningsvækst var, at byen blev et oplandscenter i det sydøstlige Dronninglund Herred samt at byen havde en del industri.
Dronninglund havde, under 2. Verdenskrig, to modstandsgrupper, den ene bestående af Selmer Mølgård Sørensen, Jacob Jacobsen, Knud Hansen og (Jørgen Kjærulff.) den anden Helveg Aage Andersen, Frode Clausager, Søren Jensen, dyrlæge Jensen og Christian Christiansen. grupperne har blandt andet stået for jernbanesabotage mm.